# Ірпінські Липки
Руї́ни на Госто́мельському шосе́ — переважно житлова забудова у північно-східній частині Ірпеня між Гостомельським шосе, вулицями Северинівською, Багірова, 10-ю і 11-ю Лініями, сплюндрована росіянами у березні 2022 року. Житловий комплекс «Ірпінські Липки» і сусідні будинки зазнали значних пошкоджень внаслідок російських обстрілів під час боїв за Ірпінь. Знищений квартал став символом варварського руйнування росіянами мирного міста. Після визволення Ірпеня саме цей район із розбитими будинками найбільше відвідали офіційні делегації з різних країн світу.

## Історія житлового кварталу

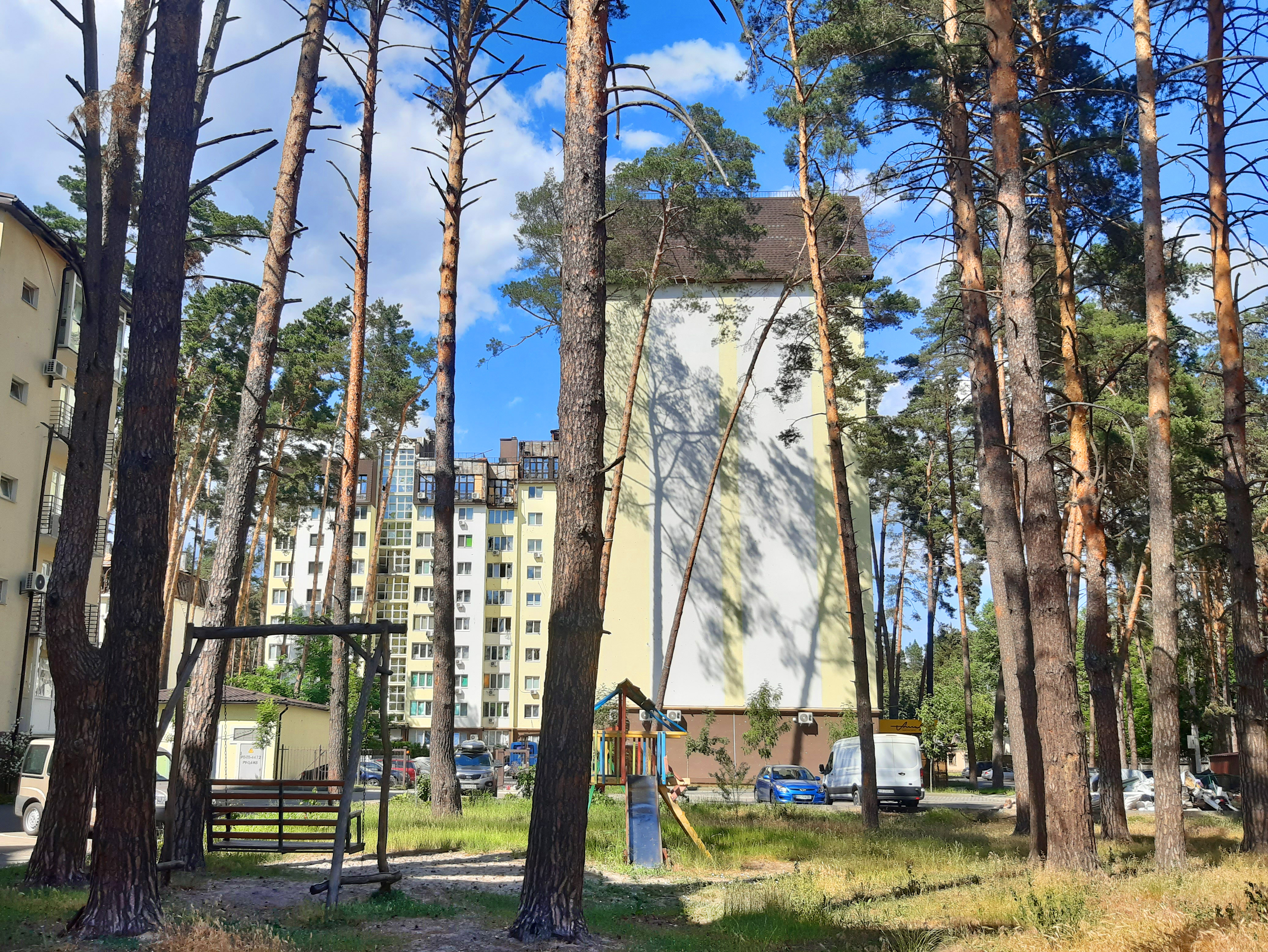
ЖК «Ірпінські Липки» збудований у сосновому гаю

Північна частина Северинівки, кута Ірпеня, була вкрита лісом. Згодом уздовж Гостомельського шосе і паралельних вулиць виріс приватний сектор. А пізніше звели багатоповерхові панельні будинки. У цій курортній зоні також розташований військовий шпиталь. У 2010-х роках під час будівельного буму забудовники викупили значні ділянки землі, на яких вирубили дерева і спорудили житлові комплекси.
У 2012–2014 роках у кварталі між Гостомельським шосе, 10-ю і 11-ю Лініями постали житловий комплекс «Ірпінські Липки» (Гостомельське шосе, 24/1) та інші багатоквартирні будинки. З їхніх вікон відкривалася панорама на озера і ліс. Вартість квартир сягала 1,6–2 мільйонів гривен. Усього у ЖК мешкало близько 200 родин.
Водночас ЖК «Ірпінські Липки» звели зі скандалами. Забудовник ТОВ «Сервісзем-проєкт» у ході будівництва постійно змінював початковий проєкт, добудовував додаткові поверхи, продавав місця під паркування без можливості оформити право власності. 2016 року ЖК здали в експлуатацію. Під час передачі будівлі в управління приватному ЖЕКу не видали проєктну документацію та інші важливі документи. У наступні роки між новоствореною ОСББ і ЖЕКом тривали судові процеси.
25 травня 2019 року між Гостомельським шосе та 10-ю Лінією відкрили сквер Героїв Небесної сотні.

## Російські обстріли

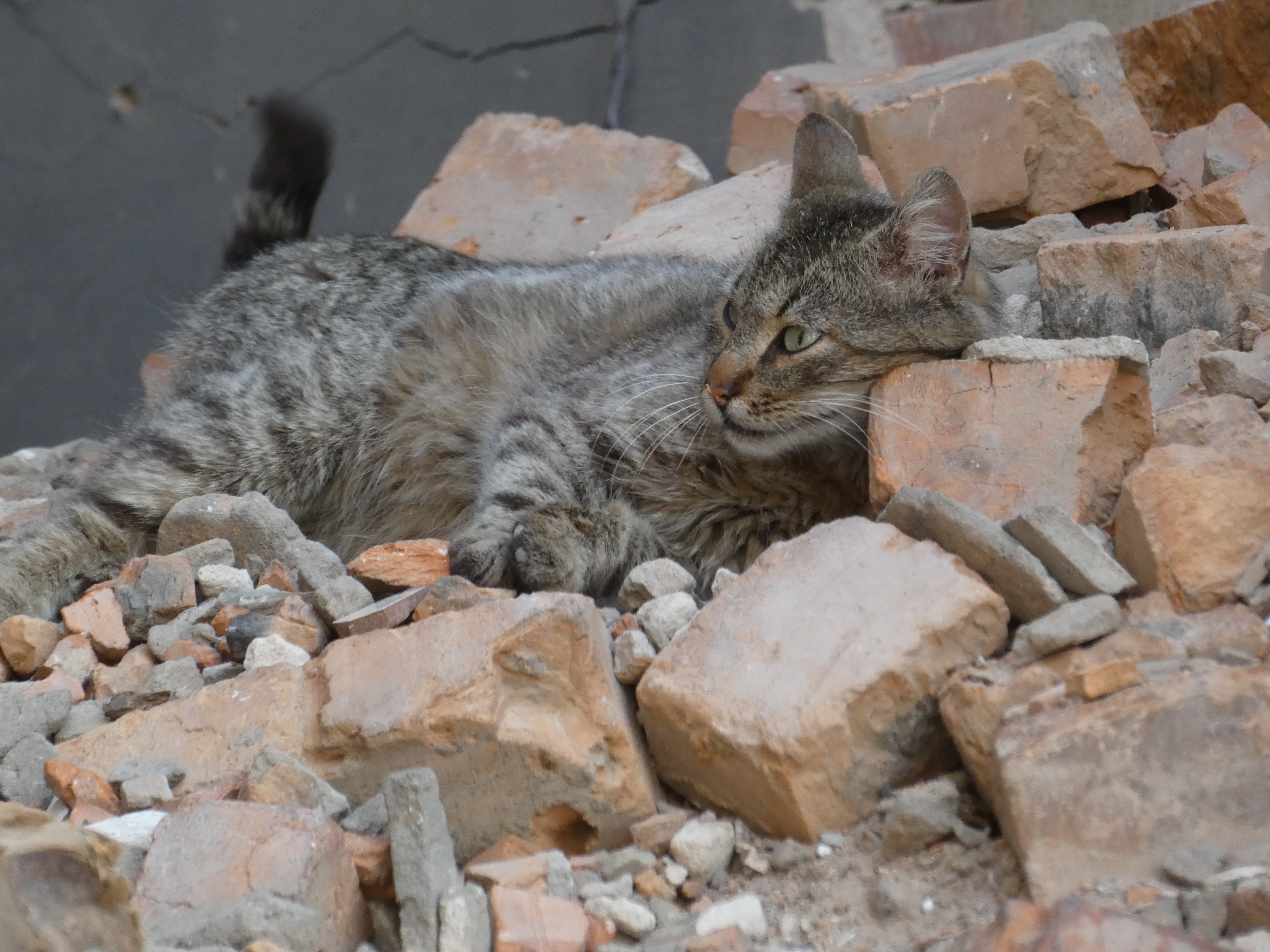
Кіт серед руїн будинку № 12

З початку російського вторгнення в Україну розгорнулися бої за Ірпінь. Зранку 2 березня 2022 року два російські Су-25 завдали авіаудару по Ірпеню. Дві ракети влучили в житловий будинок на Гостомельському шосе, 12, з якого почалося руйнування міста. Захисники збили один із літаків. Виявлений бортовий номер RF-91961 вказував, що Су-25СМ належав 18-му гвардійському десантно-штурмовому авіаційному полку Росії.
Уламки ракети пошкодили й будинок № 24/1 (ЖК «Ірпінські Липки»). Найбільше ударів комплекс отримав напередодні визволення Ірпеня. 16 березня від запальних снарядів зайнялися мансардні поверхи. Через постійні обстріли до гасіння пожежі не змогли залучити пожежників. 17 березня з будинку евакуювалися останні мешканці. Навпроти ЖК розбомбили приватний сектор. На ділянці близько одного кілометра між Гостомельським шосе, вулицями Северинівською і Багірова ворог повністю або частково знищив до 100 приватних будинків і понад 700 квартир. Окупантам удалося встановити тимчасовий контроль над кварталом.
Про кількість загиблих у кварталі влада не повідомила. У цілому ж в Ірпені загарбники вбили щонайменше 290 мирних мешканців.
Після визволення Ірпеня частина мешканців ЖК «Ірпінські Липки» опинилася без житла. У влади на той час не було достатньо можливостей надати тимчасове помешкання всім постраждалим від війни.

## Вартість пошкоджень

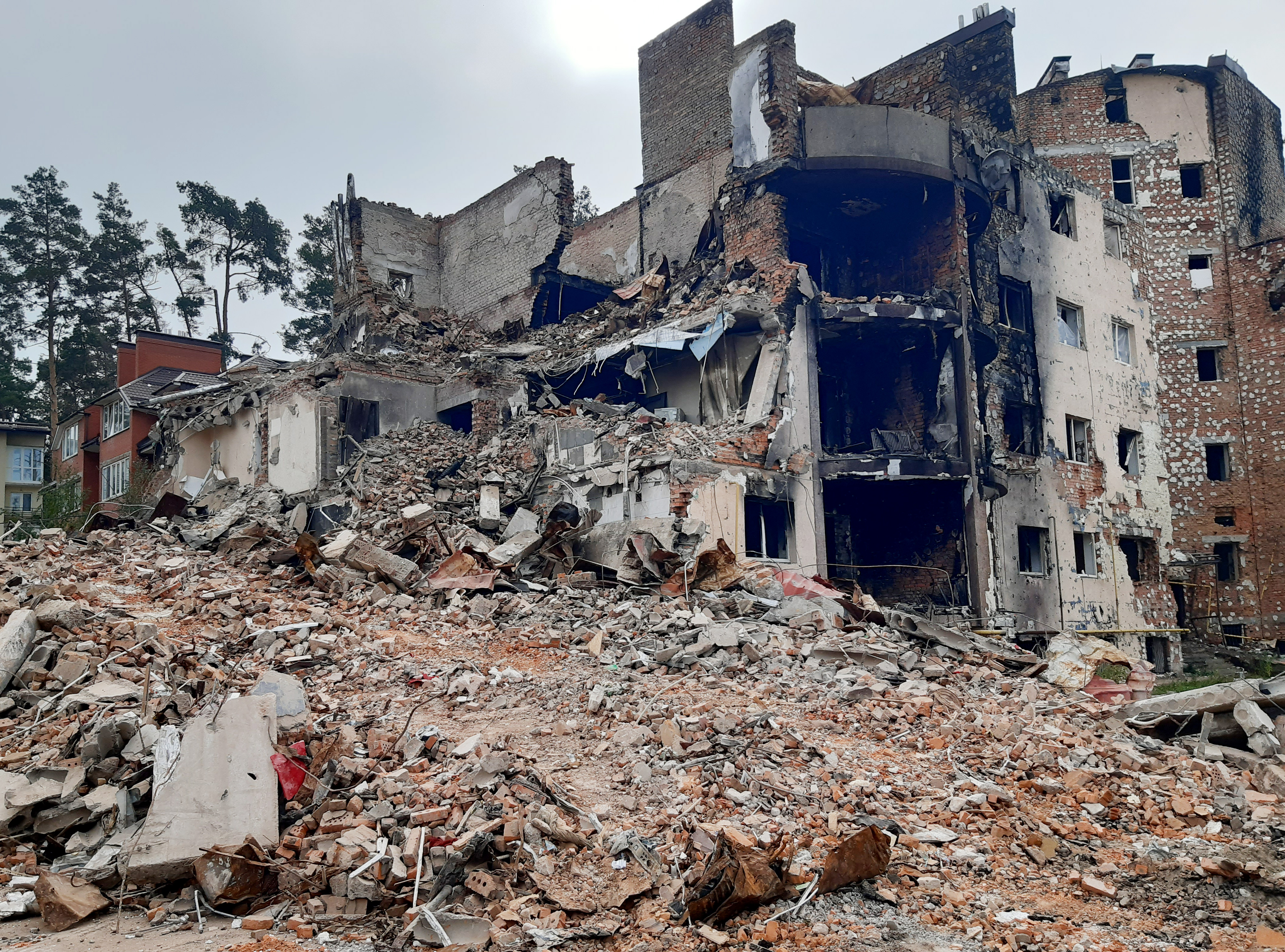
Знесення зруйнованої росіянами будівлі на Гостомельському шосе, 12

Вартість будівель ЖК «Ірпінські Липки» становила близько 8–10 мільйонів доларів. Відновлення вимагало значних капіталовкладень. До першочергових робіт відносилися цілковитий демонтаж конструкції даху й верхніх квартир, частковий демонтаж значної кількості будівельних конструкцій, укріплення третього та 7–10 поверхів колонами. Додаткові витрати були потрібні для розроблення проєкту, відновлення ліфтів, комунікацій, заміни розбитих вікон і фасадного оздоблення, ремонту квартир. Для відновлення будинку було необхідно шість мільйонів доларів.
У цілому, за повідомленням міського голови Ірпеня Олександра Маркушина, станом на серпень у місті підлягають демонтажу 1483 зруйнованих приватних і 39 багатоповерхових будинків, зокрема на Гостомельському шосе, 3, 12, 14–16, 20 і Северинівській вулиці, 136, 158, 160, 162. Ще близько 100 будинків потребують капітального ремонту.
29 вересня на Гостомельському шосе, 12-14-16 розпочали демонтаж зруйнованого росіянами житлового будинку.

## Місце візитів офіційних делегацій

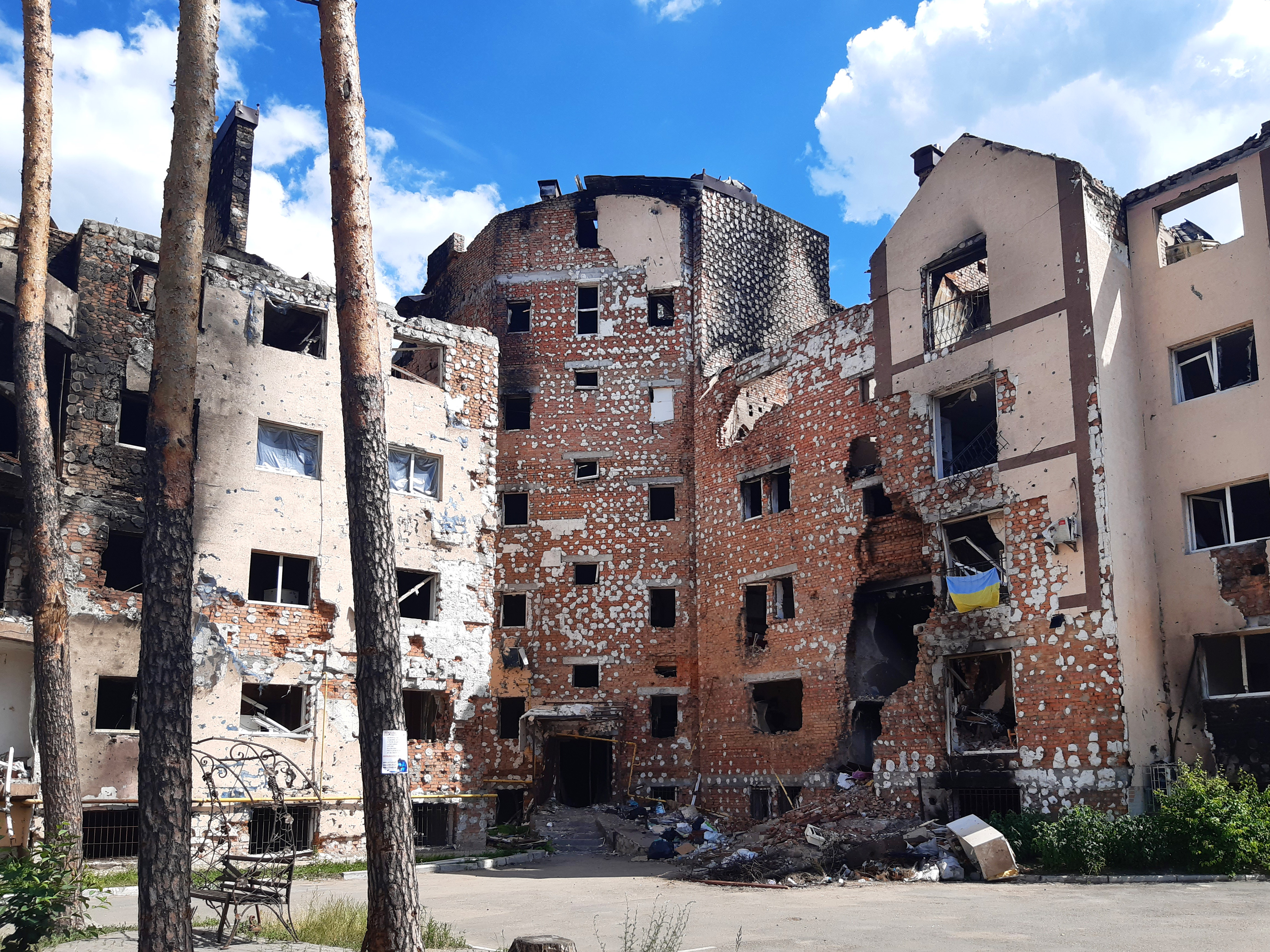
Гостомельське шосе № 12 — найвідвідуваніша іноземними делегаціями локація

Після визволення Ірпеня місто почали відвідувати іноземні й українські делегації. Їх привозили до будівель на Гостомельському шосе № 12 і 24/1 (ЖК «Ірпінські Липки»), а також до будинку культури на Соборній вулиці. Міський голова Олександр Маркушин пояснив, що високпосадовці з різних країн на власні очі змогли пересвідчитися у злочинах, скоєних росіянами. Результатом візитів мала стати значна підтримка України у світі й посилення санкційного тиску на країну-агресора. Окрім того, за словами мера, у міста немає коштів для відновлення зруйнованих окупантами будинків. Отже, під час приїзду з делегаціями обговорюють питання щодо отримання від іноземних донорів фінансової допомоги.
29 квітня 2022 року генеральний секретар ООН Антоніу Гутерреш після огляду руїн кварталу написав у твіттері: «Я уявляю свою сім'ю в одному із цих будинків, тепер зруйнованих і чорних. Я бачу, як мої онучки в паніці тікають. У ХХІ сторіччі війна не може бути прийнятною».

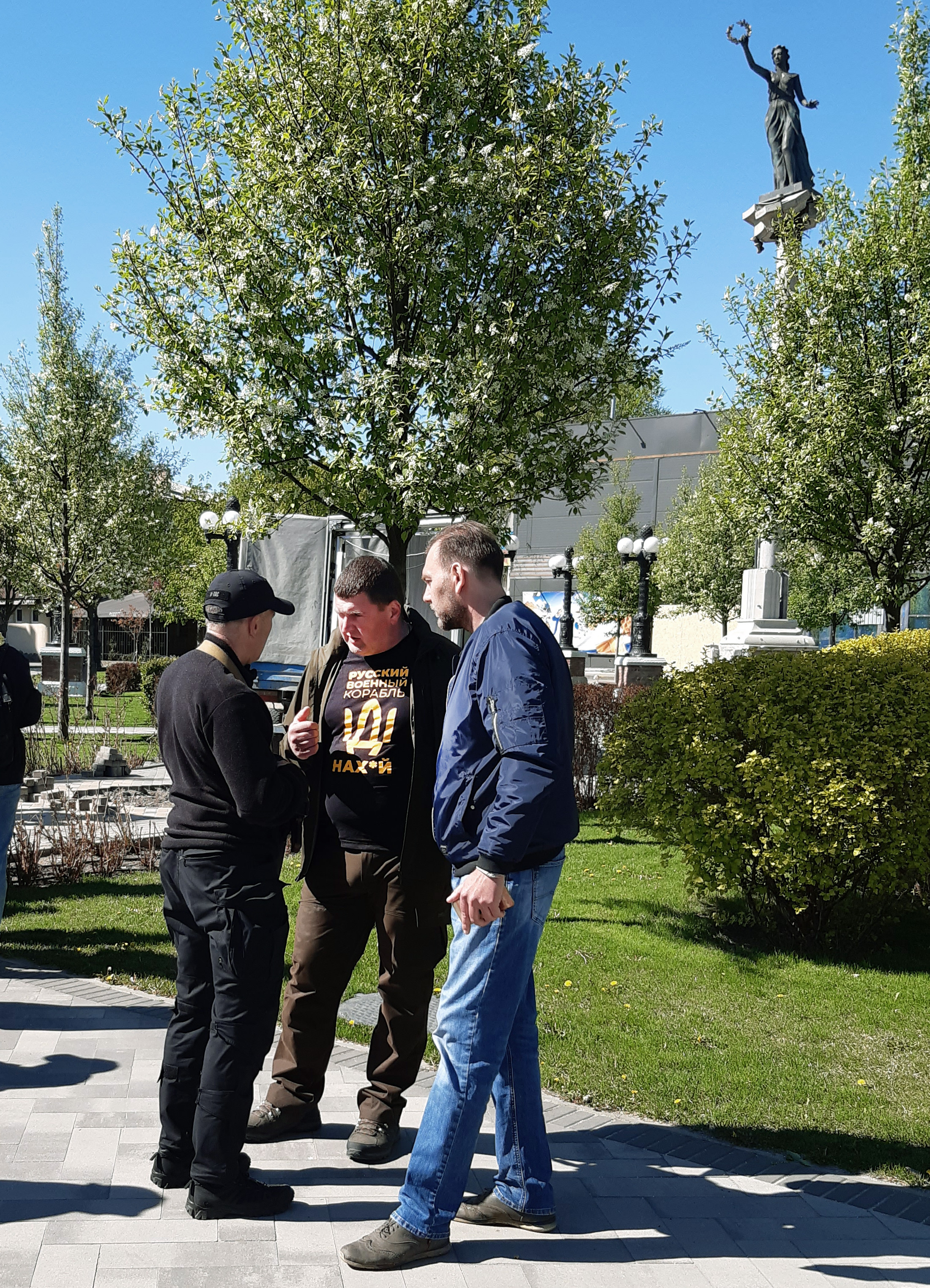
Мер Олександр Маркушин (в центрі) під час зустрічі з архітекторами (5.05.2022)

5 травня до Ірпеня прибуло 120 українських архітекторів. Разом з Олександром Маркушиним вони оглянули сплюндровані російськими обстрілами будинки й оцінили масштаби руйнувань. Архітекторів залучили для розроблення стратегії відбудови міста.
7 травня міська влада порушила перед президентом Бундестагу ФРН Бербель Бас питання щодо фінансової допомоги у відновленні ліцею № 3, дитсадка «Радість», ДЮСШ, стадіону «Чемпіон» і будинку культури.
8 травня руїни житлового кварталу відвідав прем'єр-міністр Канади Джастін Трюдо. Політик повідомив: «В Ірпені ми на власні очі побачили жорстокість незаконної війни Путіна. Російські війська вбивали мирних жителів, руйнували будинки та зрівнювали із землею цілі квартали. Канада подбає про те, щоб вони були притягнуті до відповідальності за скоєні воєнні злочини». Маркушин у розмові з прем'єром висловив сподівання щодо залучення допомоги зокрема і з боку української діаспори в Канаді
26 травня прем'єр-міністр Фінляндії Санна Марін після огляду руїн обговорила з керівництвом Ірпіня питання щодо реконструкції міста.
15 червня до ЖК «Ірпінські Липки» завітали глави урядів Албанії Еді Рама і Чорногорії Дрітан Абазович.
27 червня до Приірпіння приїхала президент Молдови Мая Санду. Після огляду руїн Бородянки, Бучі й Ірпеня вона зазначила: «Мені забракло слів після того, як побачила той рівень насилля та руйнувань. Це неймовірна трагедія».
1 липня до Ірпеня завітав голова Комісії з питань комплексної відбудови України, колишній прем'єр-міністр Данії й генеральний секретар НАТО у 2009–2014 роках Андерс Фог Расмуссен. Політик заявив: «Я приїхав сюди зробити власний внесок у те, щоби Україна не лише перемогла у війні, а й у майбутньому отримала мир. Важко знайти ліпше місце, ніж Ірпінь, щоб почати цю роботу». Він також констатував, що ненадання Україні плану дій щодо членства в Альянсі у 2008 році було помилкою НАТО.
3 липня Ірпінь, Бучу й Гостомель відвідав прем'єр-міністр Австралії Ентоні Албаніз. За його словами, «Австралія підтримує Україну та виступає за справедливе покарання за злочини, що тут відбувалися».

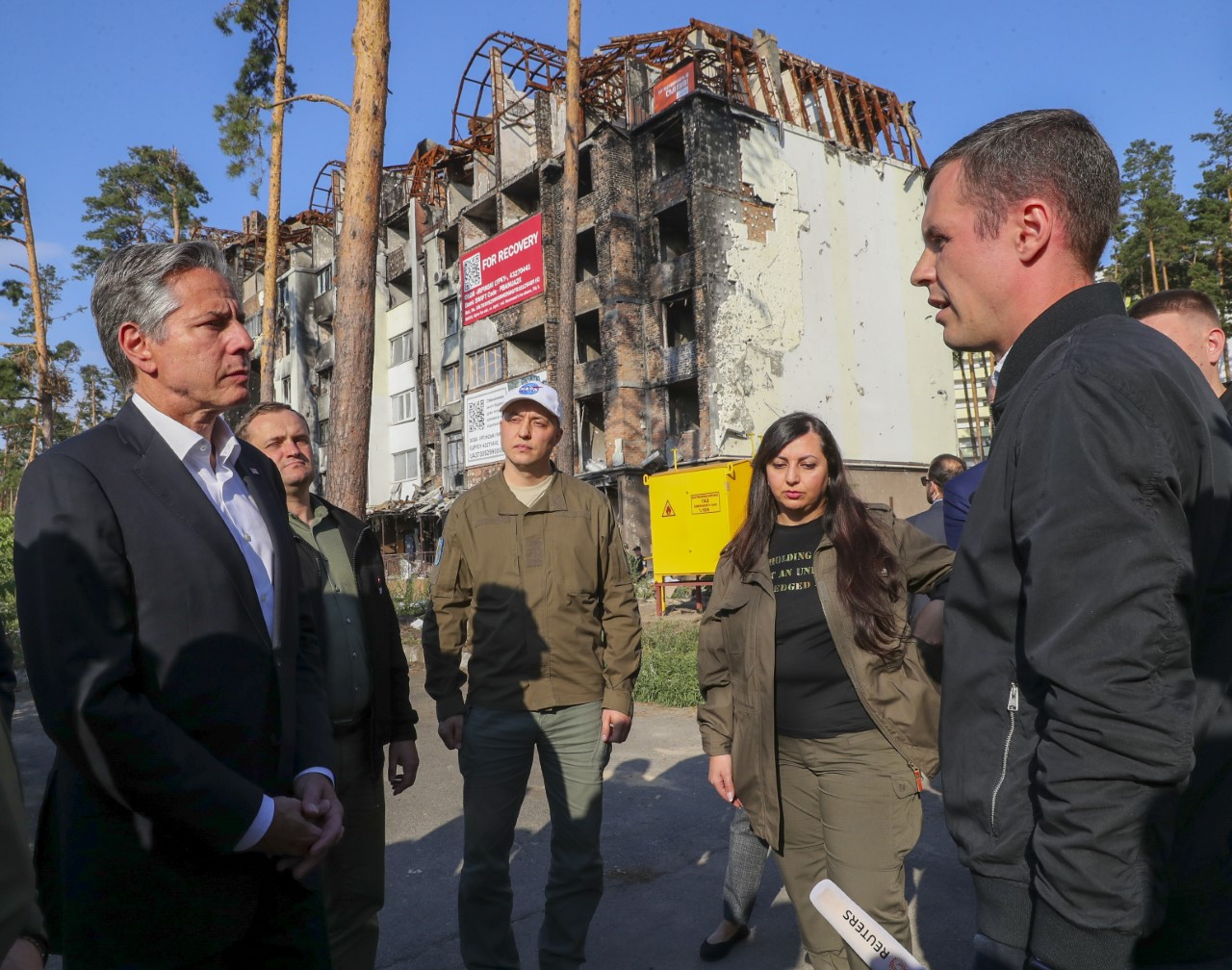
Держсекретар США Ентоні Блінкен в Ірпені

6 липня тишех (прем'єр-міністр Ірландії) Міхал Мартін, перебуваючи біля руїн, повідомив: «Важко осягнути масштаби спустошення і нелюдяності російських атак на Ірпінь, Бородянку та Бучу». Він запевнив, що ірландці підтримують Україну перед обличчям «аморальної та неспровокованої терористичної війни» Росії. А Ірландія, яку надихнули «дух і рішучість українського народу», надаватиме підтримку на шляху України до повноправного членства в ЄС».
11 червня прем'єр-міністр Нідерландів Марк Рютте на Гостомельському шосе зауважив: «Ми усі бачили фотографії, але [це зовсім інше] стояти тут самому... Повна протилежність цивілізації, порядності, коли одна країна вдирається в іншу і призводить до такого масового хаосу. Так багато людей загинуло. Це дійсно жахливо». Урядовець повідомив, що Нідерланди поставили товарів військового призначення на суму понад 172,7 млн євро і ця підтримка триватиме.
8 вересня зруйновані житлові будинки й інфраструктуру оглянув Держсекретар США Ентоні Блінкен.
Ірпінь упродовж перших місяців після визволення відвідало понад 30 іноземних делегацій. Серед гостей були Генеральний директор Всесвітньої організації охорони здоров'я Тедрос Аданом Гебреїсус, делегація Палати представників Конгресу Сполучених Штатів Америки на чолі з головою Комітету з питань збройних сил Адамом Смітом, президент Литви Гітанас Науседа, міністр оборони Польщі Маріуш Блащак, міністри закордонних справ Чехії та Австрії Ян Ліпавський і Александер Шалленберг, німецькі міністри внутрішніх справ і соціальних питань Ненсі Фезер і Губертус Гайль, представники парламентів й урядів Швейцарії, Данії, Німеччини, Польщі, Чехії, Румунії, Естонії, Латвії, Литви, Північної Македонії, Грузії, Молдови, Індонезії, Гватемали, голлівудський актор, посол доброї волі ООН Бен Стіллер, вокаліст і гітарист рок-гурту «U2» Боно (Пол Г'юсон) й Едж (Девід Еванс) та інші.

## Перемога української дипломатії в Ірпені
Від 2014 року на Заході лунали заклики про необхідність, за словами журналіста «The Guardian» Ангуса Роксборо, «зберегти обличчя Путіну». Найпалкішим прихильником цієї політики був президент Франції Емманюель Макрон. Задля цього він наполегливо рекомендував керівництву України поступитися державним суверенітетом. Коли до Києва зібралися Макрон, канцлер Німеччини Олаф Шольц, прем'єр Італії Маріо Драґі та президент Румунії Клаус Йоганніс, то заговорили про небезпеку примусу України до капітуляції. Під час візиту російське керівництво заявило, що європейські лідери нарешті зможуть спонукати «Володимира Зеленського реально подивитися на стан справ». Опозиційний російський політолог Андрій Піонтковський жорстко відреагував на такі спроби: «Путінські лакеї Макрон, Шольц та Драгі їдуть до Києва з пропозицією угоди: Статус кандидата до ЄС в обмін на капітуляцію. На їхніх руках кров тисяч українців. Фашистський диктатор вже щедро заплатив їм… Але вони хочуть заробити більше на „порятунку його обличчя“».
16 червня 2022 року лідери Франції, Німеччини, Італії та Румунії прибули до Ірпеня, зокрема на Гостомельське шосе. Їх супроводжував міністр розвитку громад і територій Олексій Чернишов. Президент Польщі Анджей Дуда похвалив керівників європейських держав за приїзд і назвав це дуже добрим сигналом перед голосуванням щодо статусу кандидата в ЄС для України. Польський політик зазначив: «Візит в Ірпінь дуже важливий. Там видно, наскільки тотальна і жорстока російська агресія». Канцлер Шольц під час відвідин міста заявив: «Жахливо, яких руйнувань завдає ця війна. І ще гірше, коли бачиш, наскільки безглуздим є це насильство». Його підтримав президент Клаус Йоганніс: «Забракло слів, щоб описати неймовірну людську трагедію та жахливі руйнування… в Ірпені. Я знову наполегливо закликаю притягнути всіх російських злочинців до відповідальності перед міжнародним кримінальним правосуддям, який Румунія повністю підтримує». Макрон додав: «Ми побачили спустошене місто і сліди варварства. А також героїзм українок та українців, які зупинили російську армію, коли вона йшла на Київ. Україна чинить опір. Вона має бути здатною перемогти».
Після відвідин європейськими політиками Ірпеня капітуляції не сталося. Навпаки, завдяки безкомпромісній позиції української дипломатії відбувся тріумф європейської солідарності з нескореною Україною. Піонтковський зазначив: «Мученики Ірпеня зробили свій величезний внесок у Перемогу України. 16 червня їхні тіні, що вимагали помсти, зірвали зрадницький капітулянтський план миру староєвропейської трійки». Після Битви за Київ українці здобули другу системну військово-політичну перемогу над Росією, оскільки всупереч тиску Кремля Захід відмовився від примушування України до підписання невигідних для неї угод з агресором.

## Бенксі в Ірпені

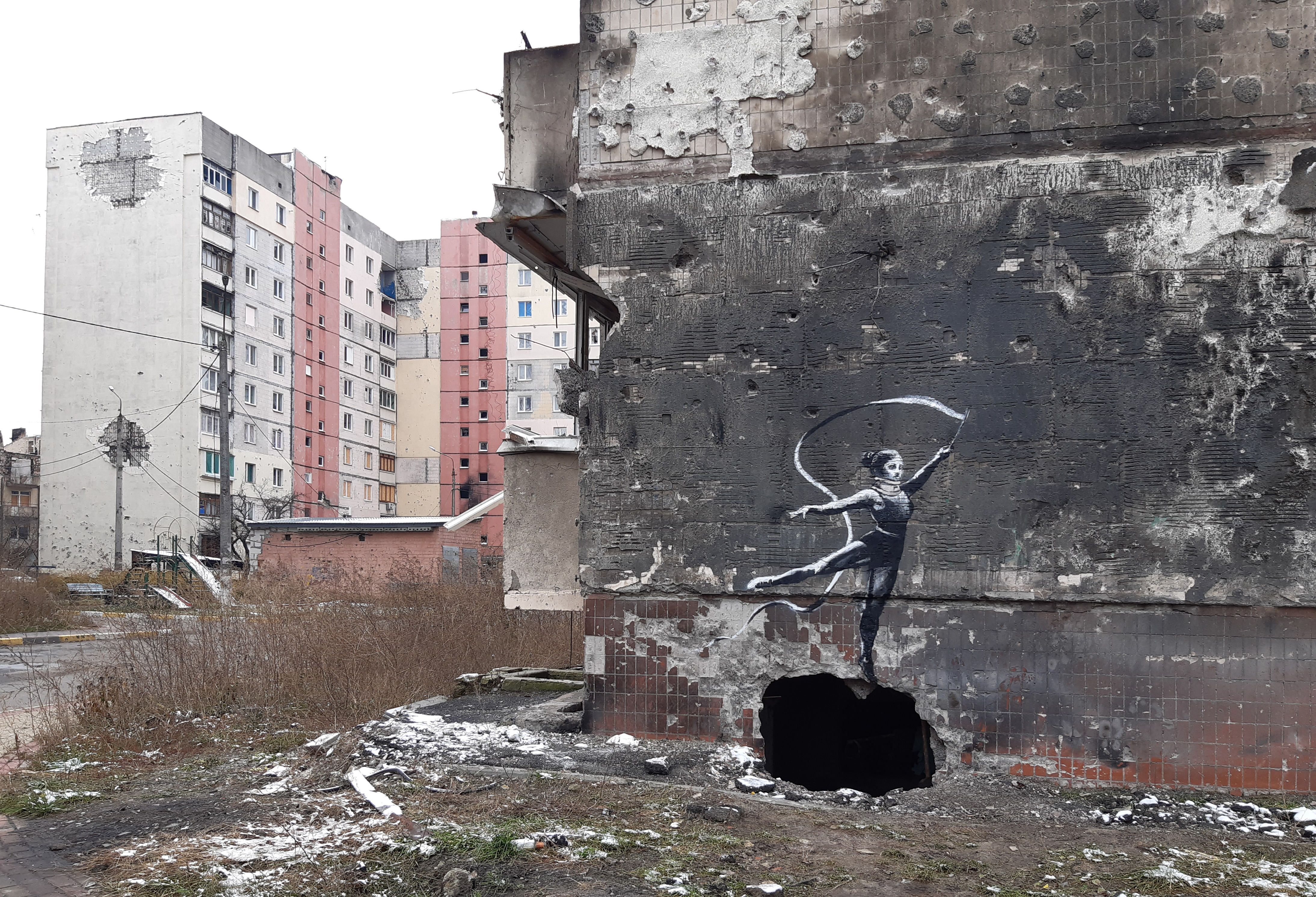
Бенксі. Графіті на стіні розбомбленого будинку в Ірпіні

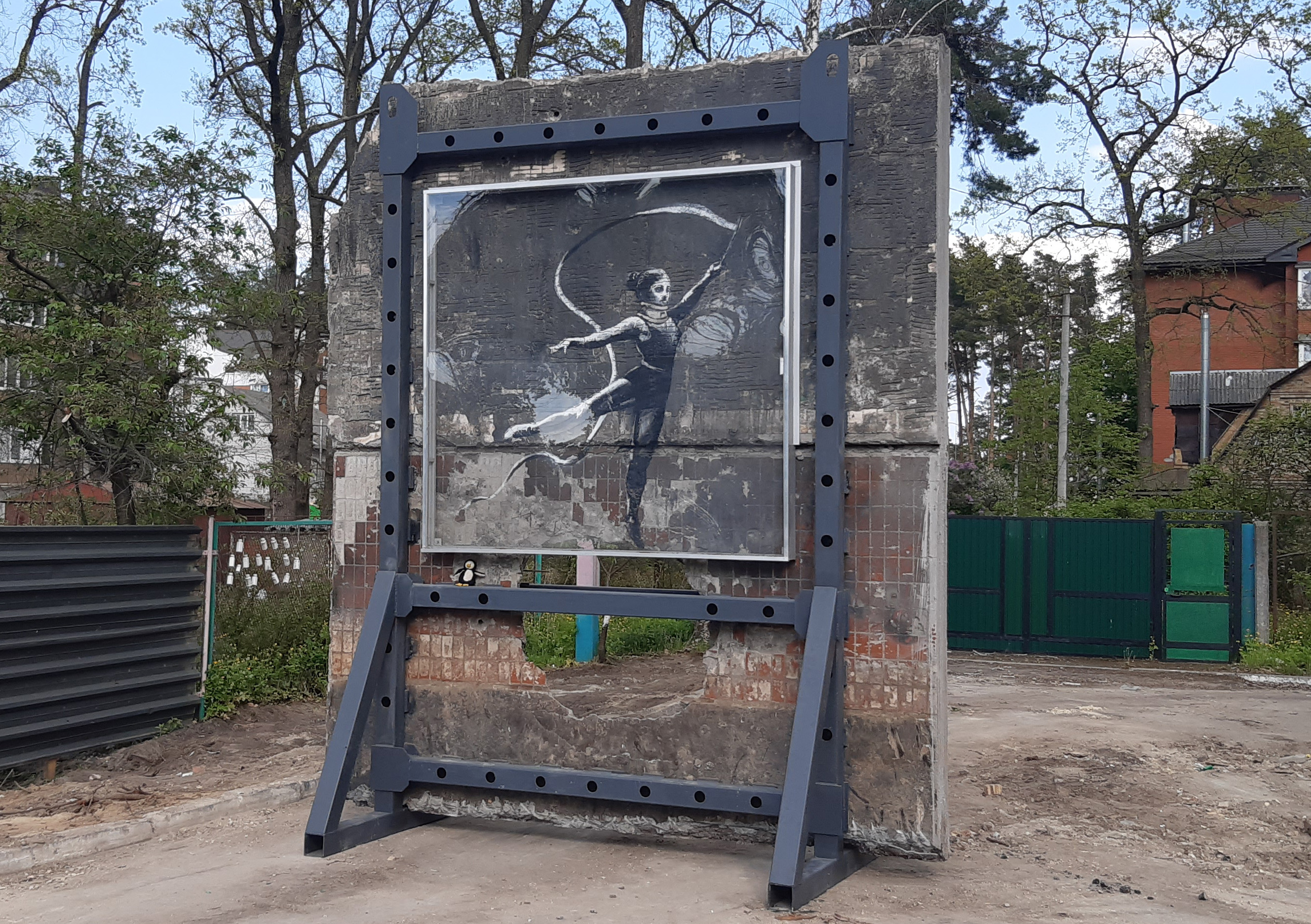
Демонтований і перевезений фрагмент стіни з графіті

У листопаді 2022 року Україну таємно відвідав відомий англійський андеґраундний художник Бенксі. Він побував у Києві, Бородянці, Гостомелі, Горенці та Ірпені. На стіні пошкодженого внаслідок російських обстрілів будинку на Северинівській вулиці, 158, Бенксі намалював гімнастку у шийному бандажі і зі стрічкою в руках, яка балансує над отвором від снаряда.
На тлі розмов про подальшу долю робіт Бенксі після викрадення його графіті у Горенці в Ірпені митцю надали звання почесного громадянина міста. За словами мера Маркушина, художник своїми творами привернув увагу «світової спільноти до масштабів руйнувань Ірпеня» й увіковічнив «своєю творчістю історію боротьби Ірпеня й ідею його відродження».
18 квітня 2023 розпочався демонтаж пошкоджених багатоповерхівок на Северинівській вулиці, зокрема і будинку № 158 із графіті Бенксі. Сам стінопис збережено. Демонтажні роботи тривали близько двох тижнів. 12 травня шматок стіни із графіті, стягнутий металевою конструкцією, загальною вагою 7,5 тони перевезли на нову локацію, на Северинівську вулицю, 136. Висловлюють ідеї про створення в Ірпені Площі сучасного мистецтва, на якій твір Бенксі має займати центральне місце. Голова комітету архітектури та урбаністики наголосила про важливість збереження фрагмента інсталяції, що є не тільки художнім твором, а й витвором, який «розставляє багато соціальних та політичних акцентів».

## Локація для кліпів
Зруйновані будинки на Гостомельському шосе стали декорацією для зйомок кліпу на пісню «Стефанія» гурту «Kalush Orchestra», з якою Україна 2022 року здобула перемогу на Євробаченні.

## Кілометр руїн

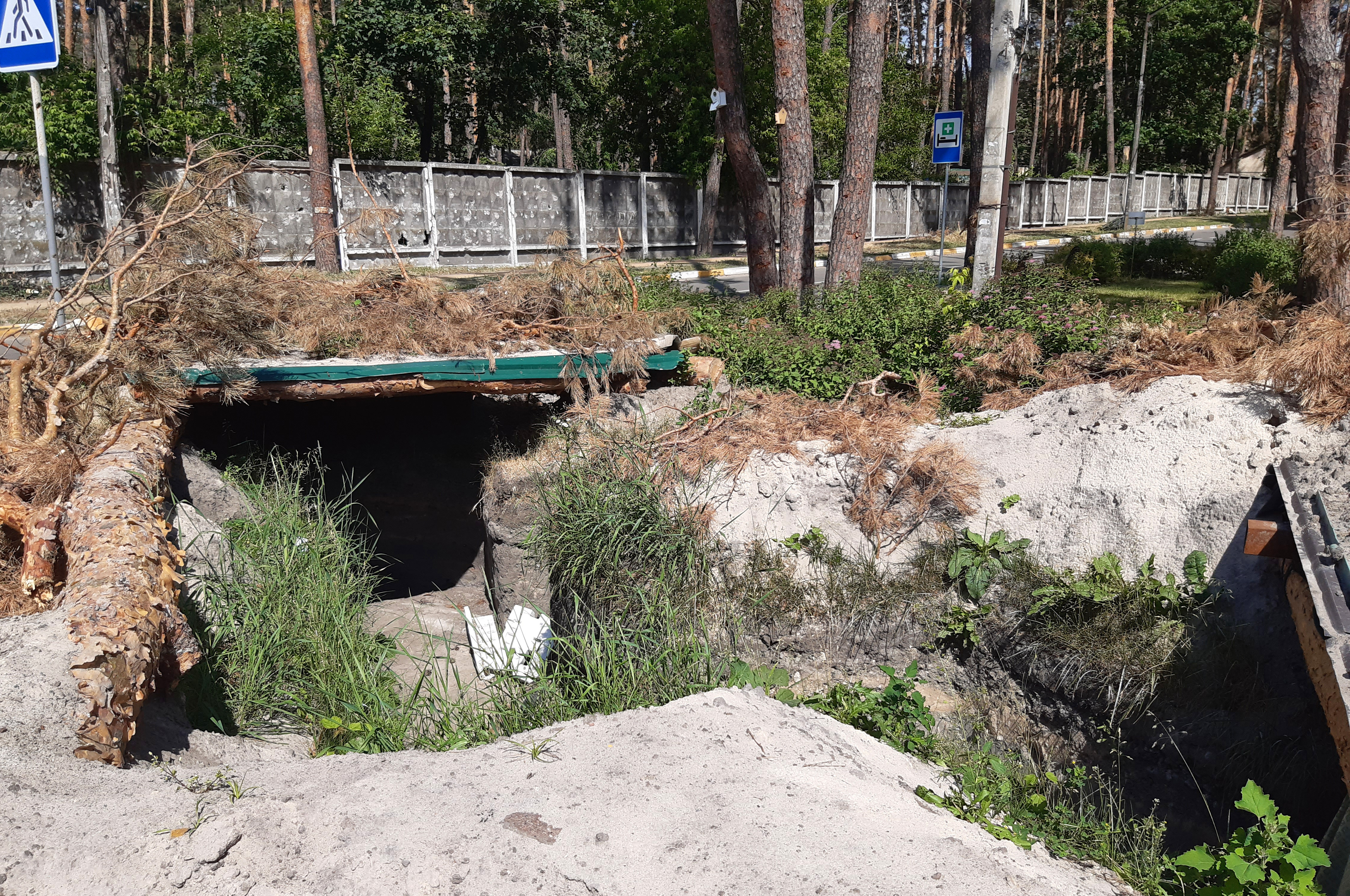
Окопи лінії оборони на Гостомельському шосе
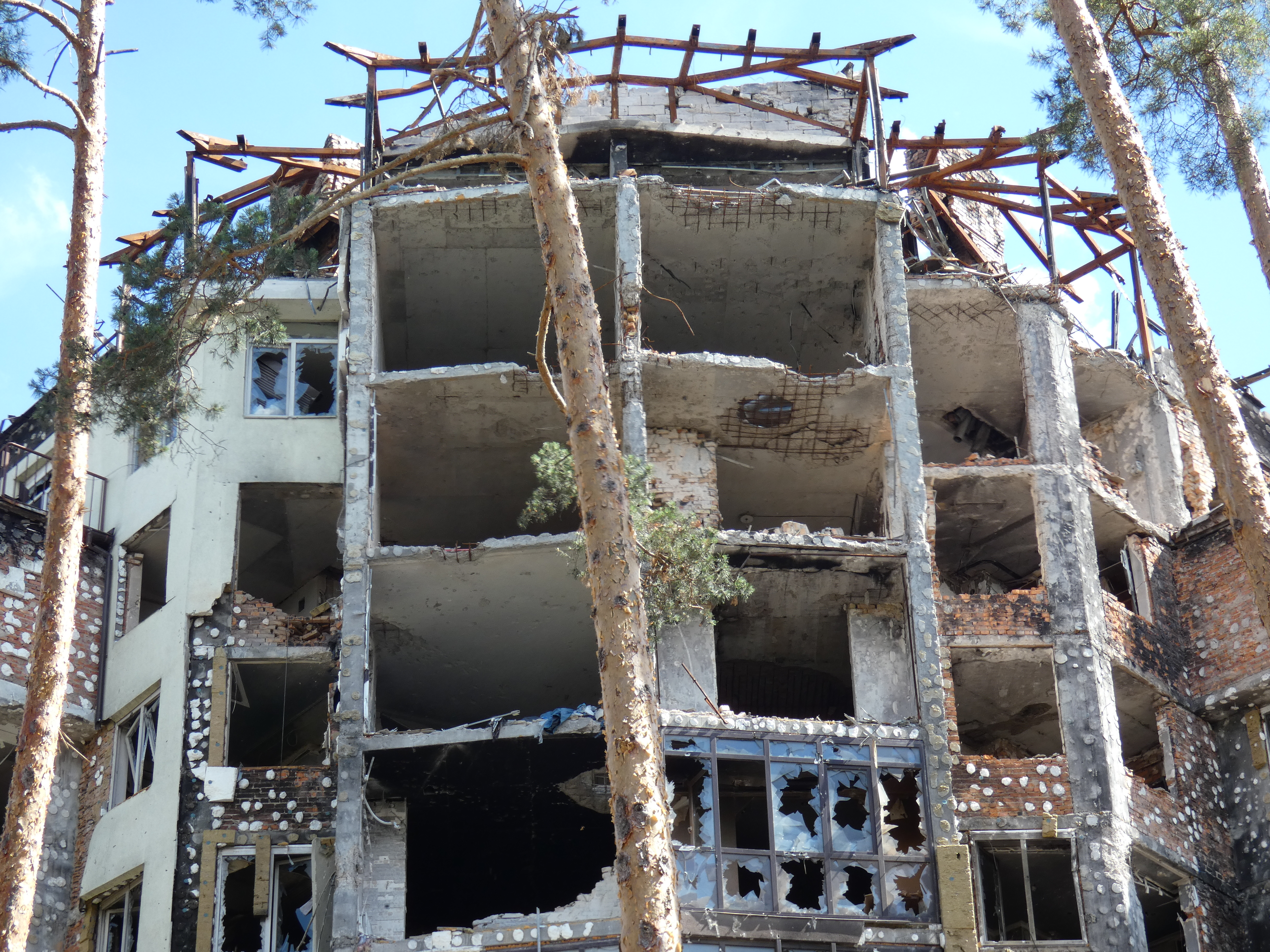
Наслідки російських обстрілів
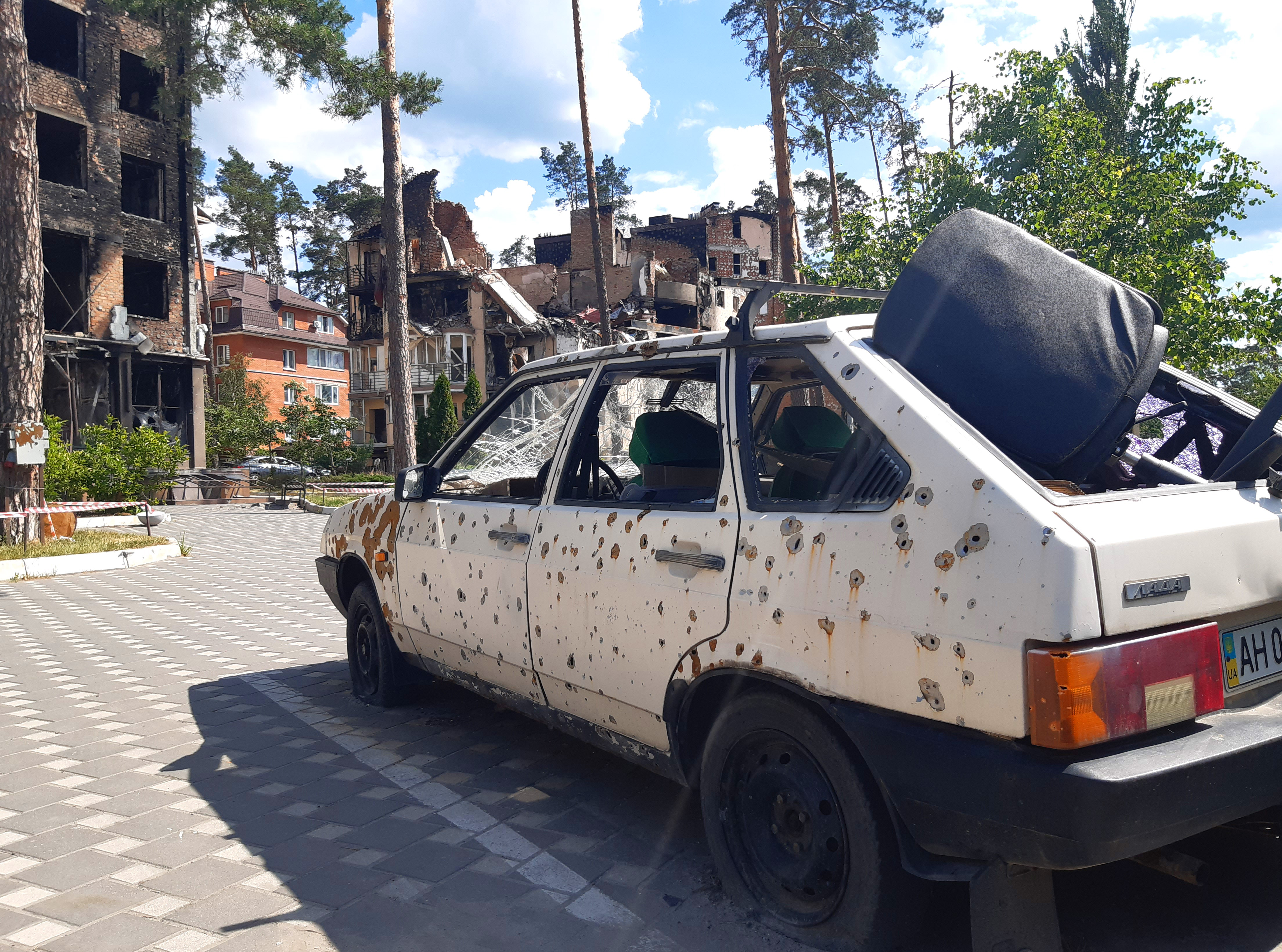
Автомобіль із донецькими номерами після обстрілу росіянами
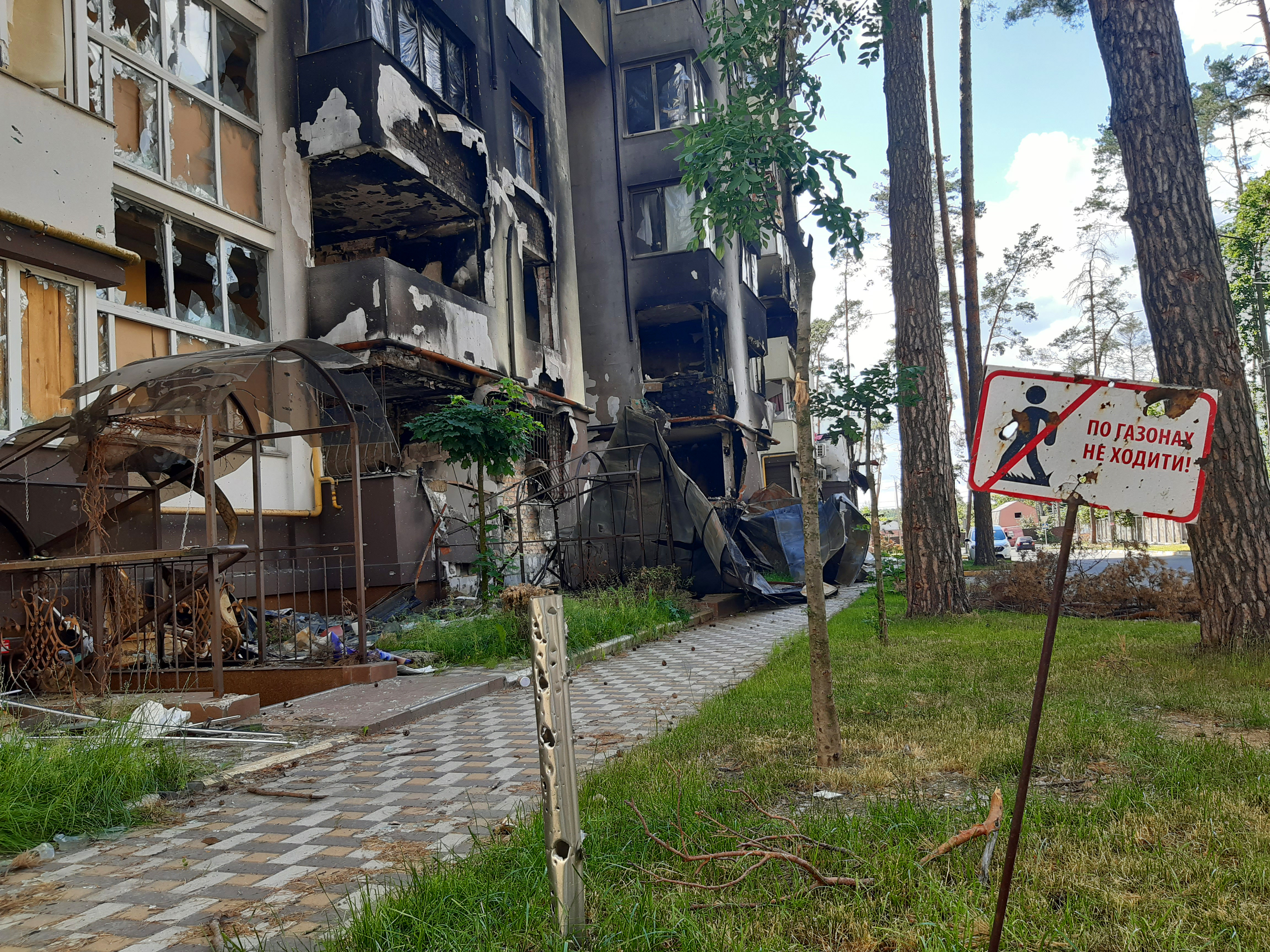
Фрагмент обваленого даху
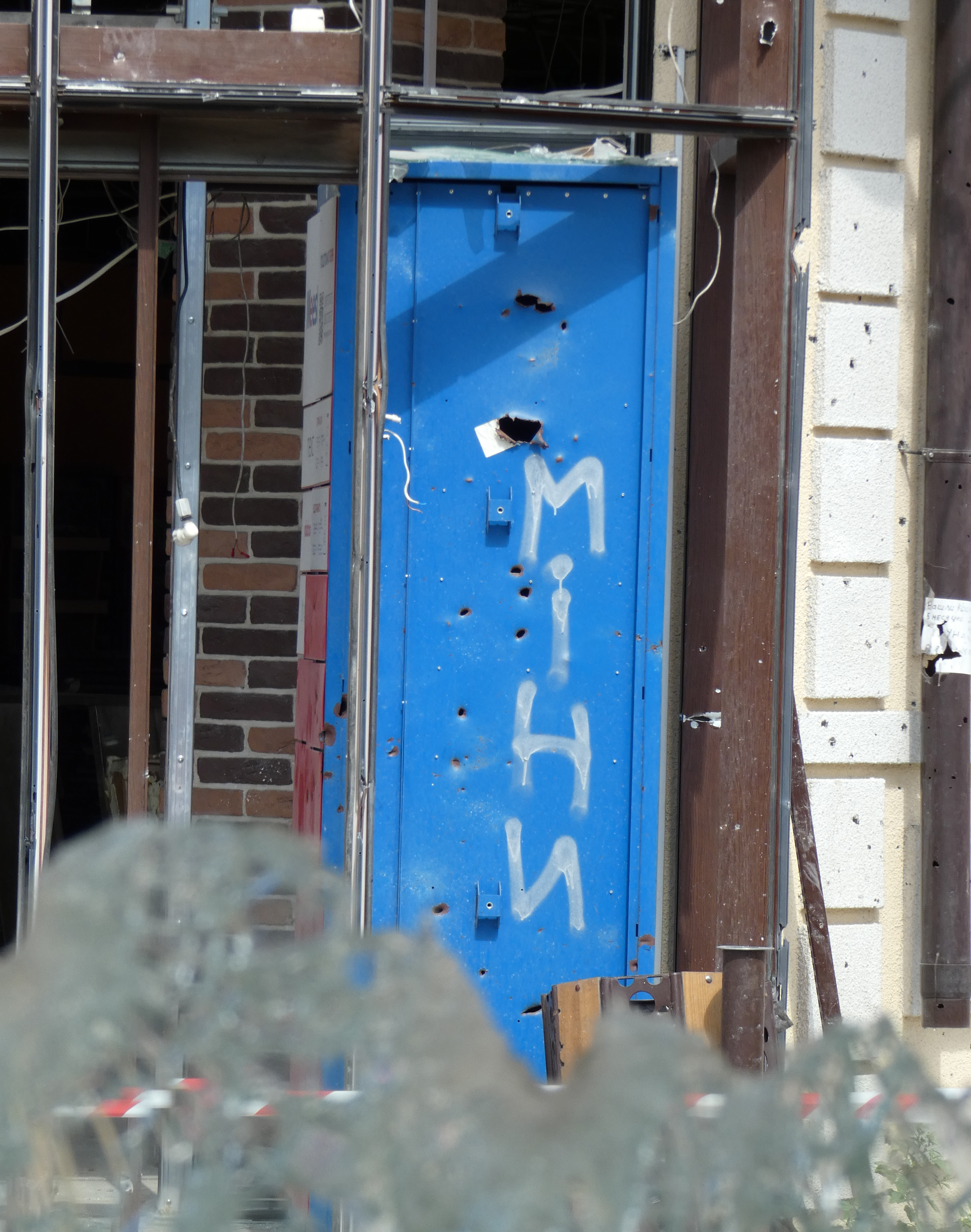
Замінований торговельний заклад
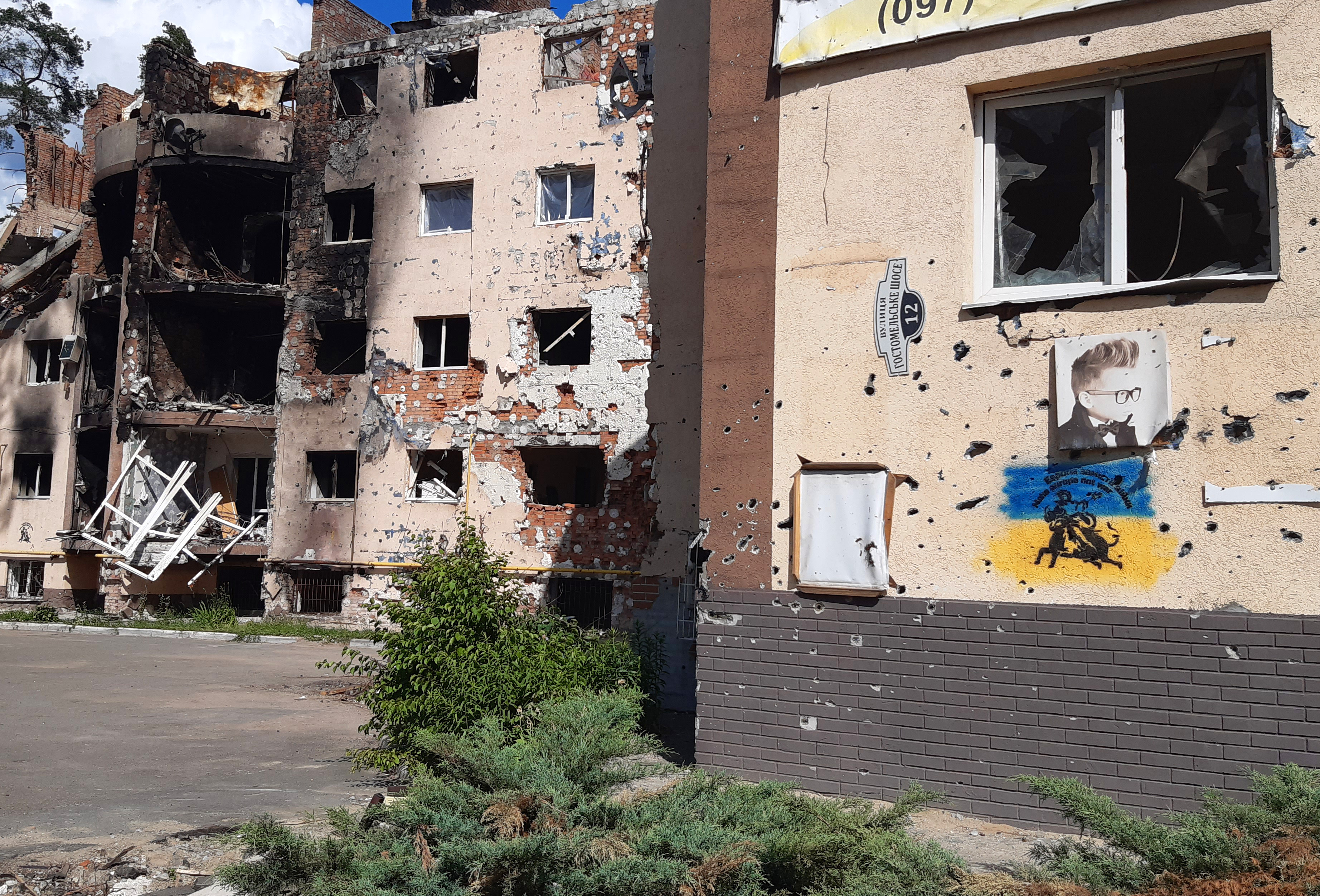
Гостомельське шосе, 12
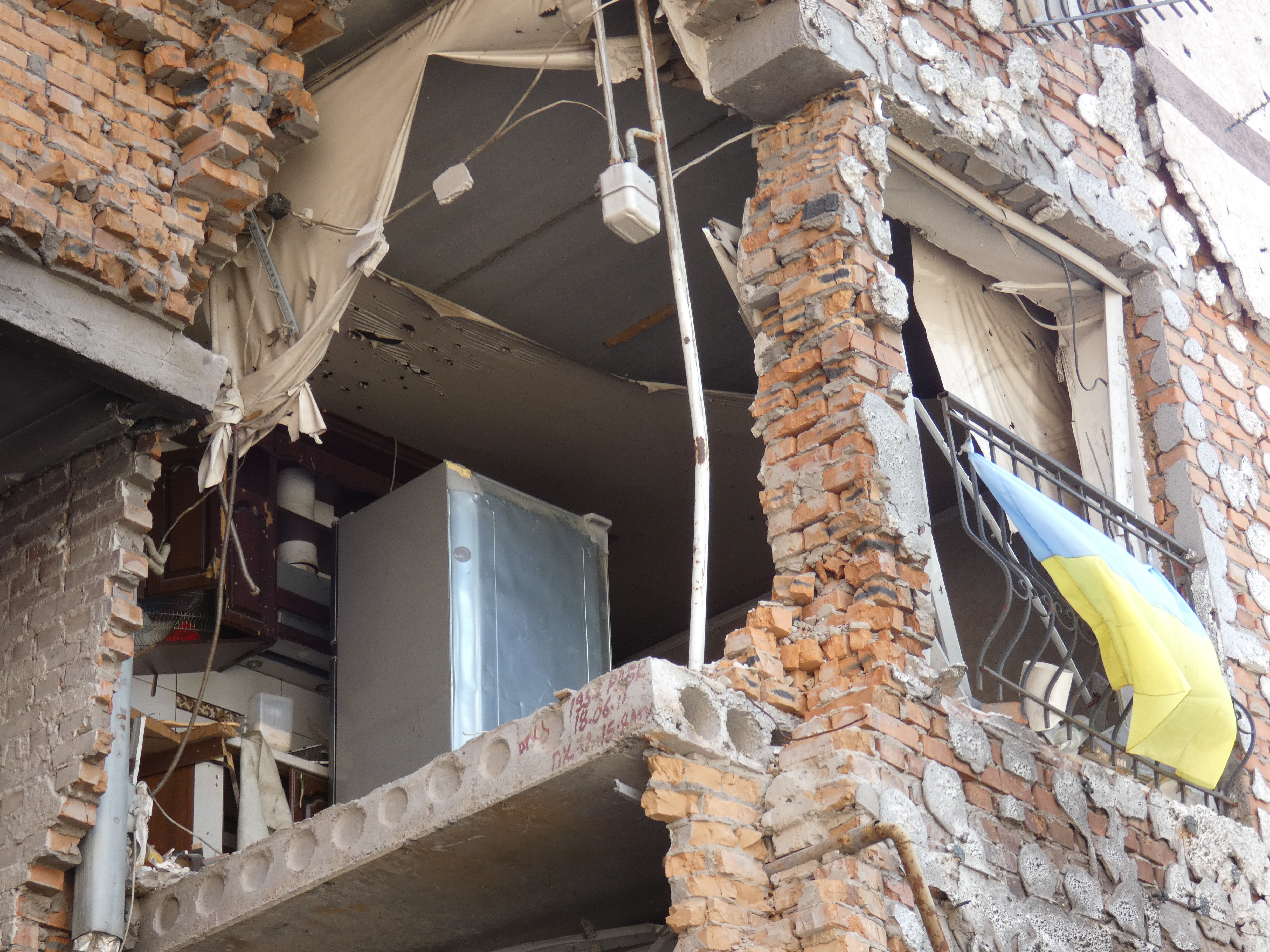
Власникам квартир немає куди повертатися
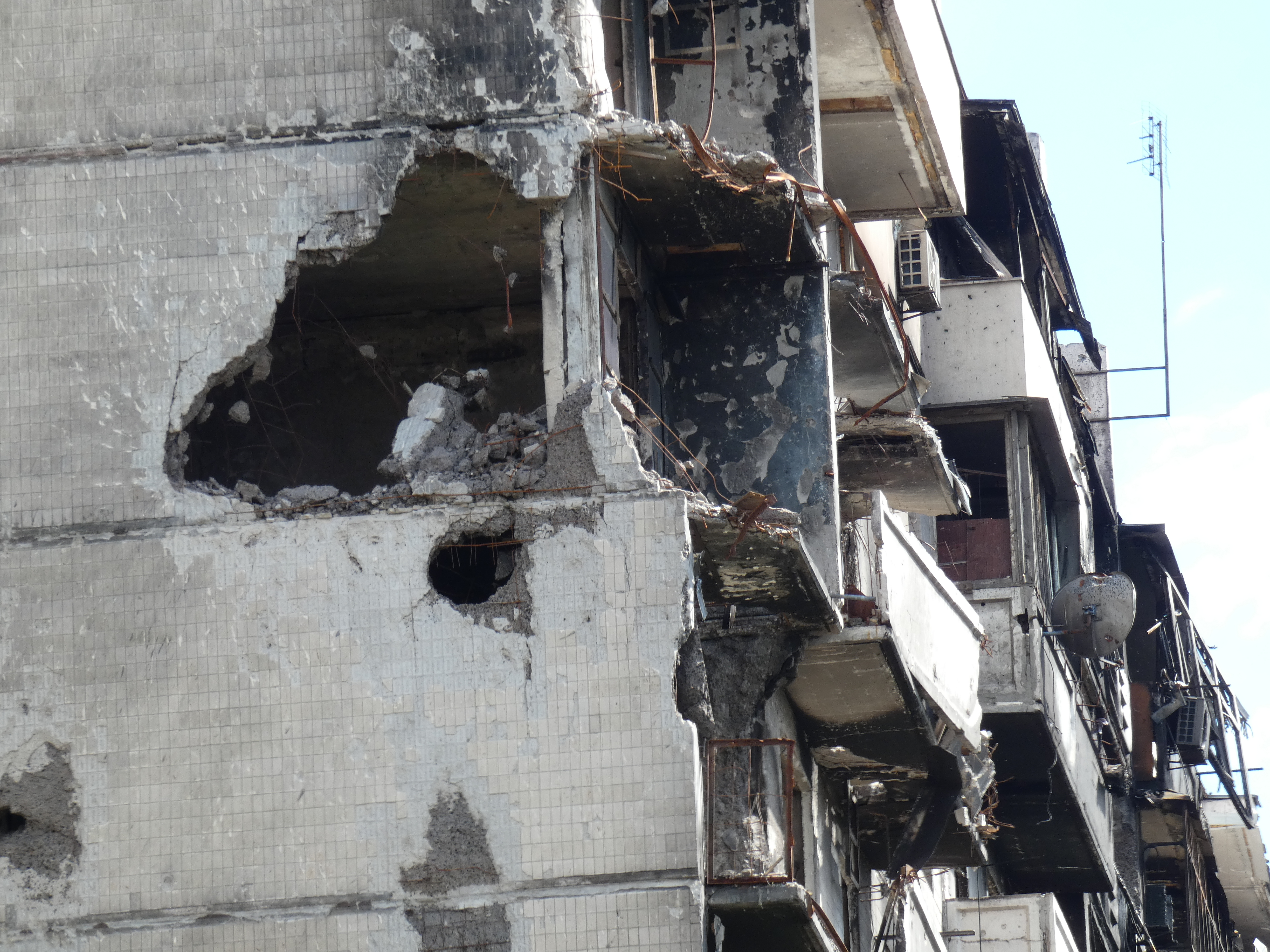
Северинівська, 158, із графіті Бенксі, знесений 12 травня 2023
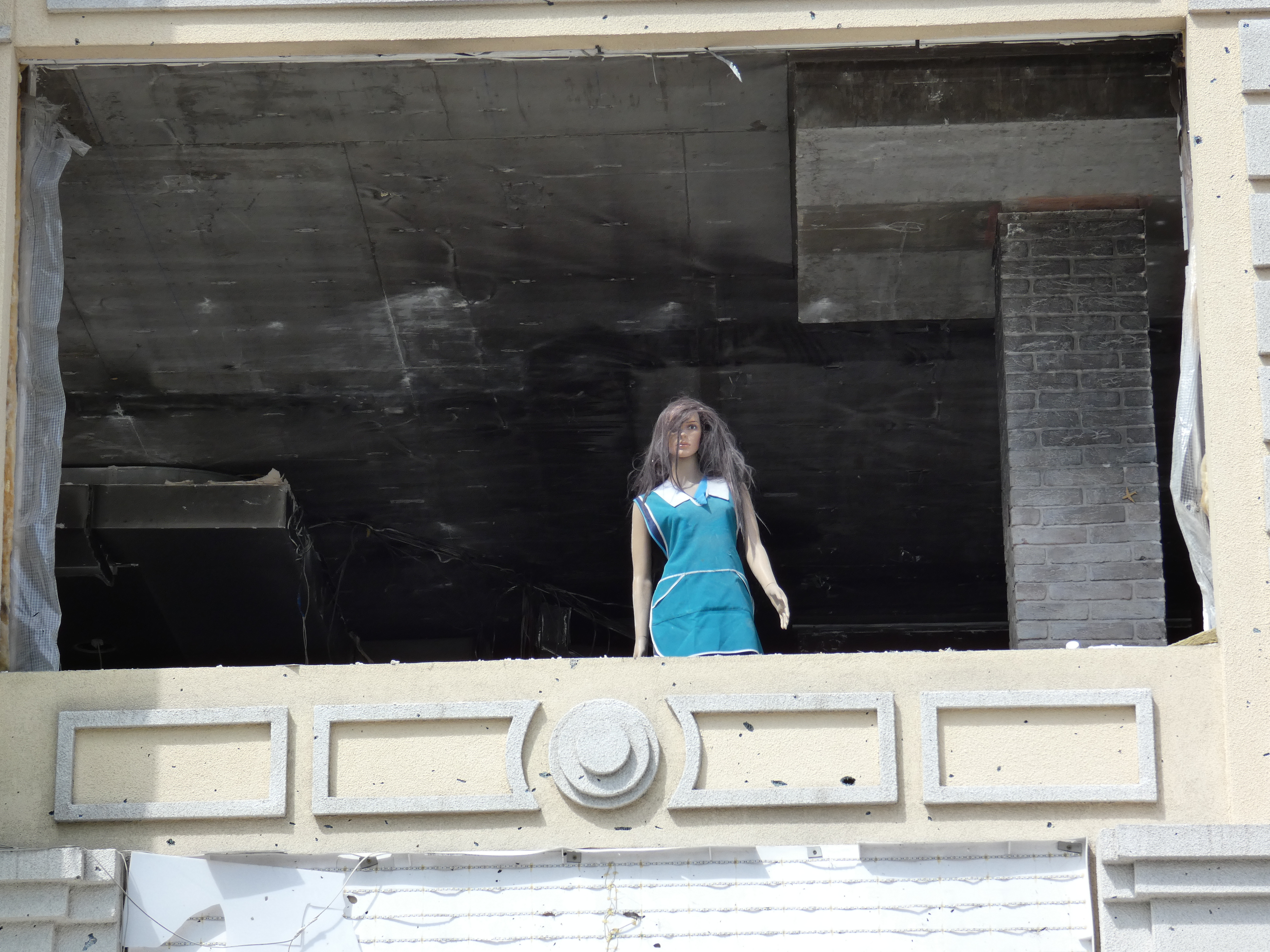
Манекен у зруйнованій крамниці
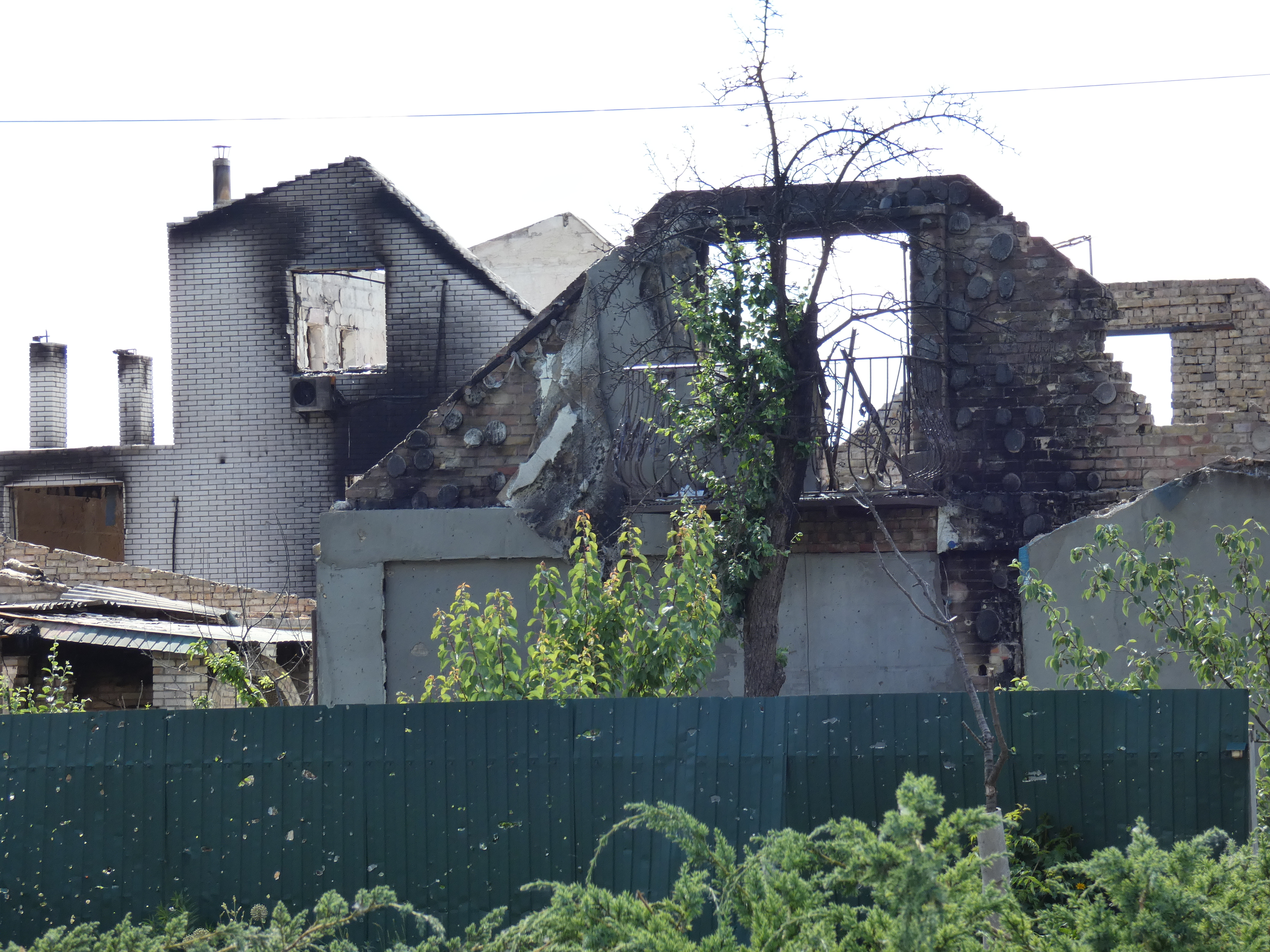
Квартал знищених приватних будинків